# Кріс ван дер Верден
Кріс ван дер Верден (нід. Chris van der Weerden, нар. 15 листопада 1972, Неймеген) — нідерландський футболіст, що грав на позиції захисника. По завершенні ігрової кар'єри — тренер. З 2023 року входить до тренерського штабу клубу «Шахтар» (Донецьк).
Найбільш відомий виступами за ПСВ, з яким став триразовим чемпіоном Нідерландів, володарем Кубка Нідерландів та чотириразовим переможцем Суперкубка Нідерландів.

## Ігрова кар'єра
Народився 15 листопада 1972 року в місті Неймеген. Вихованець футбольної школи клубу «Неймеген». Дорослу футбольну кар'єру розпочав 1990 року в основній команді того ж клубу, в якій провів чотири сезони, взявши участь у 92 матчах чемпіонату.
Протягом сезону 1994/95 років захищав кольори клубу «Вітесс». Своєю грою за цю команду привернув увагу представників тренерського штабу ПСВ, до складу якого приєднався влітку 1995 року. Відіграв за команду з Ейндговена наступні шість сезонів своєї ігрової кар'єри. За цей час тричі виборював титул чемпіона Нідерландів, ставав володарем Кубка Нідерландів, а також чотири рази вигравав Суперкубок Нідерландів.
Згодом з 2001 по 2004 рік грав у складі «Твенте», після чого відправився за кордон у «Жерміналь-Беєрсхот», де провів два сезони та 2005 року виграв Кубок Бельгії.
Завершив ігрову кар'єру у команді «Ейндговен», за яку виступав протягом 2006—2008 років у Ерстедивізі.

## Кар'єра тренера
По завершенні ігрової кар'єри повернувся до ПСВ, де працював з юнацькими командами. 16 березня 2012 року новий головний тренер першої команди Філліп Коку, з яким Кріс разом грав за ПСВ, включив його до свого тренерського штабу, де вони разом працювали по 2018 рік. Після цього ван дер Верден працював помічником Коку й у його наступних клубах — «Фенербахче» та «Дербі Каунті», але там нідерландці надовго не затримувались.
У липні 2022 року він став асистентом Дірка Кейта в клубі «АДО Ден Гаг», але вже 1 жовтня він перейшов у «Вітесс», де знову став асистентом Коку, працюючи там до листопада 2023 року, коли тренерський штаб було звільнено через незадовільні результати.
1 грудня 2023 року увійшов до тренерського штабу Маріно Пушича у «Шахтарі» (Донецьк).

## Титули і досягнення
- Чемпіон Нідерландів (3):

ПСВ: 1996/97, 1999/00, 2000/01
- Володар Кубка Нідерландів (1):

ПСВ: 1995/96
- Володар Суперкубка Нідерландів (4):

ПСВ: 1996, 1997, 1998, 2000
- Володар Кубка Бельгії (1):

«Жерміналь-Беєрсхот»: 2004/05